# Tysslingen, Gästrikland
Tysslingen är en sjö i Sandvikens kommun i Gästrikland och ingår i Dalälvens huvudavrinningsområde.